# Horsarrieu
Horsarrieu è un comune francese di 652 abitanti situato nel dipartimento delle Landes nella regione della Nuova Aquitania.

## Società

### Evoluzione demografica
Abitanti censiti